# Xianwei Zhu
Xianwei Zhu (* 1971 in Qingdao) ist ein chinesischer Künstler, der seit vielen Jahren in Deutschland lebt.

## Leben
Xianwei Zhu verbrachte seine ersten Lebensjahre in China. Von 1989 bis 1993 studierte er Kunsterziehung an der Hochschule Shandong, von 1993 bis 1996 Malerei an der Kunstakademie China in Hangzhou. Von 1996 bis 2000 war er Dozent an der Universität Qingdao. Ab 2001 studierte er Freie Malerei an der Staatlichen Akademie der Bildenden Künste Stuttgart bei Cordula Güdemann, sein Diplom erhielt er 2008. Zhu erhielt 2009 einen Lehrauftrag an der Merz-Akademie Stuttgart. Von 2010 bis 2012 war er Gastprofessor an der Filmakademie Peking, von 2016 bis 2020 an der Kunstakademie Yunnan. 2020 erhielt er einen Lehrauftrag an der Technischen Universität Dortmund.
Er lebt und arbeitet in Stuttgart und Krefeld.

## Werk
Xianwei Zhu hat in seinen Anfängen figurativ gemalt, sowohl satirische als auch skurrile Kindermotive. Mit seinen kindlichen Figuren wollte er sein Staunen über eine fremde Welt Ausdruck verleihen. Danach traten in seinen Bildern komische erwachsene Protagonisten auf, die im Kostüm eines Kaisers oder als Buddha, Reiter oder einsamer Wanderer abgebildet waren. Auch Gegenstände wie Stuhl und Fotokamera sowie Tiere wie Affe und Pferd betraten seine Bilderwelt.
Ab 2014 versuchte Zhu mit Landschaftsmalerei, die Wesensstruktur des ostasiatischen Denkens und der romantischen Seele zu erfassen. Er verknüpfte in seinen Bildern die Deutsche Romantik von Caspar David Friedrich mit der traditionellen chinesischen Landschaftsmalerei (Tuschemalerei) und der Poesie des Daseins. Rätselhafte gegenständliche Details – wie Hirsche, Boote in nebulösem Gewässer, Strichfiguren wie Wanderer oder sitzende Fischer – sind der Urgewalt und den riesigen verwischten Dimensionen der Natur gegenübergestellt. Kaum erkennbare Figuren sind einer Landschaft ausgesetzt, in der der Berg, der Fluss, das Tal oder die Seen das Bildgeschehen dominieren.
In seinen Bildern setzt sich Zhu mit den Denkfiguren der Gelassenheit und des Einsamen sowie den ästhetischen Kategorien des Erhabenen und der Naturschönheit auseinander. Beeinflusst ist sein Werk sowohl von der deutschen Kultur und Geistesgeschichte (Martin Heidegger, Friedrich Hölderlin) als auch vom Zen-Buddhismus des chinesischen Dichters Han-Shan. Bezeichnend ist das Neben-, Über- oder Hintereinander von verschiedenen Raumtiefen; der Akt des Malens steht im Vordergrund, die freie Fläche oder die Leere tritt als Motiv auf.
Zhu gilt in der Kunstszene als Wanderer zwischen den Welten, er führt in seinen Landschaftsbildern Gegenständlichkeit und Abstraktion sowie die europäische und asiatische Maltradition zusammen.

## Ausstellungen

### Einzelausstellungen (Auswahl)
- 2005: „Die Reisenden“, Kunstverein Ludwigsburg
- 2006: „Chinesische Gärten“, Kunst im Heppächer, Esslingen
- 2009: „Die Freude aus dem Westen“, Galerie Vayhinger, Radolfzell
- 2010: „Searching for No Heaven“, Debütausstellung, Staatliche Akademie der Bildenden Künste Stuttgart
- 2011: „Beautiful time“, Galerie kunst-raum, Essen
- 2012: „Alienation of Affections“, PYO Gallery, Los Angeles
- 2012: „La Jeunesse“, Contemporary Art Zentrum, Qingdao
- 2013: „Kaisers Wunderland“, Städtische Galerie Villa Van Delden, Ahaus
- 2014: „way to the mountain“, Galerie kunst-raum, Essen
- 2014: „Echo of the void“, Böblinger Kunstverein
- 2015: „Boot ohne Leine“, Galerie Tobias Schrade, Ulm
- 2015: „bewölkte Utopie“, Galerie Vayhinger, Singen
- 2016: Galerie Lan Space, Beijing
- 2016: „anderswo“, Galerie Bechter Kastowsky, Wien
- 2017: „cold mountain performance“, Alte Feuerwehrhaus, Stuttgart
- 2017: „all the world ist green“, Riverside Art Museum, Beijing
- 2018: „Timeless“, Kreuzkirche Nürtingen
- 2018: „Rückkehr zu den Wurzeln“, Galerie Schrade, Schloß Mochental bei Ehingen[8]
- 2019: „Wolkenpfad“, Galerie Kreissparkasse Esslingen-Nürtingen
- 2019: „Zu den Quellen“, Städtische Galerie, Wangen im Allgäu
- 2020: „Nah-fern“, Kulturbahnhof Starnberg, München
- 2020: „inner landscapes“, Galerie Kunstraum Essen
- 2021: „all the world is green“, Kunstverein Krefeld

### Gruppenausstellungen (Auswahl)
- 2006: „Transmissionen 3“, Bukarest
- 2008: „China goes Stuttgart“, Städtische Galerie Bietigheim-Bissingen
- 2009: „Malerei, Zeichnung“, Hohenloher Kunstverein, Langenburg
- 2009: „art Point 2009“, Exhibition of the Best Art Thesis of European Art Academies, Galerie Klatovy, Klenová
- 2010: „SPECIAL – SPECIAL“, Galerie Tedden, Düsseldorf
- 2011: Galerie Force, Beijing
- 2011: „Flying papers“, Galerie Vayhinger, Radolfzell
- 2011: „Hillich, Braig, Zhu, Malerei und Zeichnungen“, Galerie PRODROMUS, Paris
- 2011: „Asia top art 2011“, Beijing
- 2012: Landesjubiläum Baden-Württemberg, Städtisches Kunstmuseum Singen
- 2012: Teilnahme an der „Art Fair Los Angeles“, Los Angeles
- 2014: „Kunst gegen Kunst“, Offspace, Beijing
- 2014: „Figuration zwischen Traum und Wirklichkeit“, Museum Angerlehner, Wels
- 2015: „Wiedergeburt der Unsterblichkeit – Zeitgenössische Kunst aus China“, Museum Angerlehner, Wels
- 2017: „Unausgesprochen“, Kulturkreis Grafenau, Schloss Dätzingen
- 2017: „Menschen und Maschine“, Galerie Vayhinger, Singen
- 2017: „Homage to Modern Art“, Galerie Schlichtenmaier, Schloss Dätzingen, Grafenau
- 2018: „BERGE: was sonst“, KUNST IM FUNKHAUS ORF-Landesfunkhaus Vorarlberg Dornbirn
- 2019: „SINGENKUNST 2019 Stadt Berg Fluss“, Kunstverein Singen
- 2019: „Jubiläumsausstellung“, Galerie Schlichtenmaier, Schloss Dätzingen, Grafenau
- 2019: "HTWL. Der Twiel im Blick”, Kunstmuseum Singen
- 2020: “Künstlerpaare”, Galerie Schlichtenmaier, Stuttgart

## Auszeichnungen
- 2014: Hauptpreis des 28. Kunstpreises der Kreissparkasse Esslingen-Nürtingen
- 2018: Franz-Joseph-Spiegler-Preis, Schloss Mochental bei Ehingen

## Sammlungen (Auswahl)
- Staatsgalerie Stuttgart
- Regierungspräsidium Stuttgart
- Sammlung Land Baden-Württemberg
- Kunstmuseum Singen
- Sammlung Stadt Singen
- Sammlung Stadt Ahaus
- Kreissparkasse Esslingen-Nürtingen
- Sammlung Wemhöner
- Museum Angerlehner
- Private Sammlungen